# Condado de Villanueva (1679)
El condado de Villanueva es un título nobiliario español creado por real decreto el 8 de octubre de 1679 y real despacho el 11 de diciembre del mismo año, por el rey Carlos II, a favor de Juan Baltasar de Federighi y León, gobernador de Panamá, perteneciente a la casa Federighi afincados en Andalucía aunque de origen florentino.
La denominación del título originalmente fue «condado de Villanueva del Ariscal», cuyo nombre se refiere al municipio del mismo nombre en la provincia de Sevilla.
Este título fue rehabilitado en 1917 por el rey Alfonso XIII a favor de Juan de Dios Vargas-Zúñiga y Vargas Zúñiga, como V conde de Villanueva. 

## Condes de Villanueva
|                               | Titular                                            | Periodo                |
| Creación por Carlos II        | Creación por Carlos II                             | Creación por Carlos II |
| ----------------------------- | -------------------------------------------------- | ---------------------- |
| I                             | Juan Baltasar de Federighi y León                  | 1679-1724              |
| II                            | Jerónimo Manuel de Céspedes y Federighi            |                        |
| III                           | José Manuel de Céspedes y Morales                  | -1792                  |
| IV                            | Jerónimo Manuel de Céspedes y Muñoz de Salazar     | 1792-                  |
| Rehabilitado por Alfonso XIII |                                                    |                        |
| V                             | Juan de Dios Vargas-Zúñiga y Vargas-Zúñiga         | 1917-1931              |
| VI                            | María de la Concepción Vargas-Zúñiga y Jaraquemada | 1953-1958              |
| VII                           | Antonio Sánchez-Arjona y Villarejo                 | 1959-1979              |
| VIII                          | Pedro Sánchez-Arjona y Álvarez                     | 1981-2024              |
| IX                            | Antonio Pedro Sánchez-Arjona e Iglesias            | 2024-actual titular    |

## Historia de los condes de Villanueva

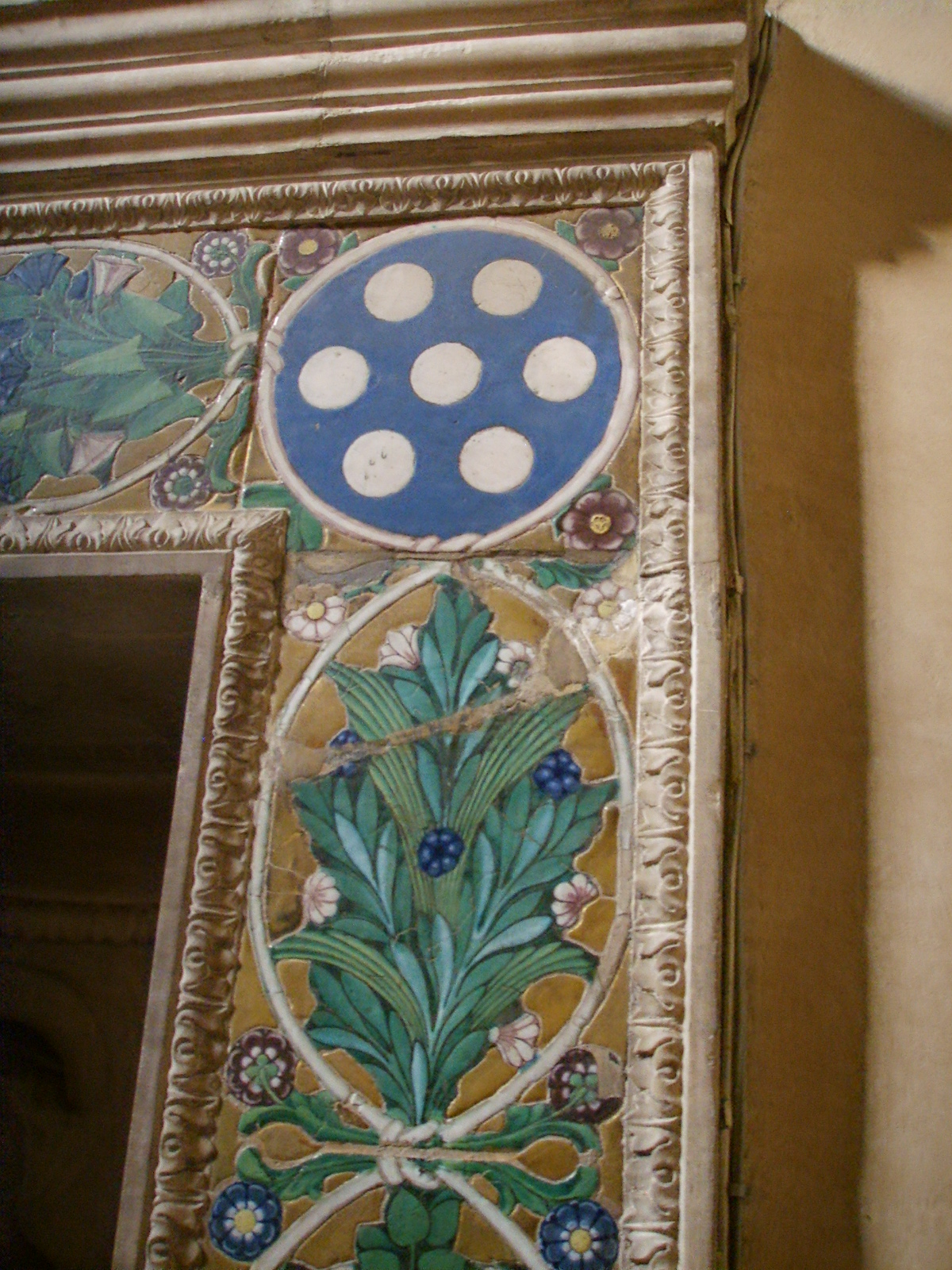
Escudo de los Federighi en el monumento fúnebre al Obispo Benozzo Federighi, Santa Trinita, Florencia. Autor: Luca della Robbia, 1455

- Juan Baltasar de Federighi y León (baut. Sevilla, 10 de septiembre de 1649-1724, I conde de Villanueva.[1] Era hijo de José de Vargas-Zúñiga y Vargas-Zúñiga y de María Josefa de Vargas-Zúñiga y Vargas-Zúñiga VIII marquesa de Paterna del Campo.

Le sucedió el hijo de su hermana Luisa de Federighi que había casado con Pedro Manuel de Céspedes y Céspedes I marqués de Villafranca de Pítamo, por tanto su sobrino:
- Jerónimo Manuel de Céspedes y Federighi, II conde de Villanueva, maestrante de Sevilla y veinticuatro de dicha ciudad.[2]

Casó con María Ana de Morales y Guerrero. Le sucedió su hijo:
- José Manuel de Céspedes y Morales (–19 de octubre de 1792[3]), III conde de Villanueva.

Casó con Bernarda Muñoz de Salazar y del Rosal, marquesa de Lugros (n. en Granada) y en 1765, ya viudo, con María Josefa López Santisteban Gandolín y Ponciano (n. 1728), vecina de Baza, hija de José López Yébenes de Santisteban y de María Antonia Gandolín. Le sucedió su hijo del primer matrimonio:
- Jerónimo José Manuel de Céspedes y Muñoz de Salazar (n. Granada, 22 de agosto de 1737[4]), IV conde de Villanueva.

Casó el 18 de octubre de 1756 con Francisca Javiera de Pineda Venegas de Córdoba (n. 1738), hija de Pedro de Pineda Venegas de Córdoba y de Ignacia de la Torre Solís Villacís y Menchaca, condesa de Villapineda.
Rehabilitado en 1917 por:
- Juan de Dios Vargas-Zúñiga y Vargas-Zúñiga (Ribera del Fresno, 17 de enero de 1875-Sevilla, 3 de marzo de 1931), V conde de Villanueva.[5][6]

Casó con en primeras nupcias el 9 de junio de 1899 con María de los Remedios Jaraquemada y Velasco y en segundas el 15 de mayo de 1919 con su tía María Vargas-Zúñiga y Vargas-Zúñiga. Le sucedió, de su primer matrimonio, su hija:
- María de la Concepción Vargas-Zúñiga y Jaraquemada (n. Villafranca de los Barros, 3 de agosto de 1907), VI condesa de Villanueva.[5][7]

Casó el 11 de junio de 1926 con Emilio de Torres Osorio.
En virtud de sentencia judicial de 1958, pasó este título a:
- Antonio Sánchez-Arjona y Villarejo (Lobón, 6 de noviembre de 1818-Oviedo, 16 de julio de 1979),[5] VII conde de Villanueva.

Casó el 18 de julio de 1944 con Alicia Álvarez Morán. Le sucedió su hijo:
- Pedro Sánchez-Arjona y Álvarez (n. Oviedo, 2 de enero de 1947),[5] VIII conde de Villanueva.[8]

Casado con Margarita Iglesias Asensio. Le sucedió su hijo, a quien cedió el título:
- Antonio Pedro Sánchez-Arjona e Iglesias, IX conde de Villanueva.[9]